# 파푸아뉴기니의 로마 가톨릭 교구 목록
파푸아뉴기니의 로마 가톨릭 교구는 4개 관구에 4개 관구장좌 대교구와 15개 일반 교구로 구성된다.

## 교구

### 마당 관구 (Province of Madang)
- 마당 관구장좌 대교구 (Archdiocese of Madang)
  - 아이타페 교구 (Diocese of Aitape)
  - 라에 교구 (Diocese of Lae)
  - 바니모 교구 (Diocese of Vanimo)
  - 웨와크 교구 (Diocese of Wewak)

### 마운트하겐 관구 (Province of Mount Hagen)
- 마운트하겐 관구장좌 대교국 (Archdiocese of Mount Hagen)
  - 고로카 교구 (Diocese of Goroka)
  - 쿤디아와 교구 (Diocese of Kundiawa)
  - 멘디 교구 (Diocese of Mendi)
  - 와바그 교구 (Diocese of Wabag)

### 포트모르즈비 관구 (Province of Port Moresby)
- 포트모르즈비 관구장좌 대교구 (Archdiocese of Port Moresby)
  - 일로타우-시데이아 교구 (Diocese of Alotau-Sideia)
  - 베레이나 교구 (Diocese of Bereina)
  - 다루-키웅가 교구 (Diocese of Daru-Kiunga)
  - 케레마 교구 (Diocese of Kerema)

### 라바울 관구(Province of Rabaul)
- 라바울 관구장좌 대교구( Archdiocese of Rabaul)
  - 보가인빌 교구(Diocese of Bougainville)
  - 카비엥 교구( Diocese of Kavieng)
  - 킴베 교구( Diocese of Kimbe)